# St. Barbara (Ellmendingen)

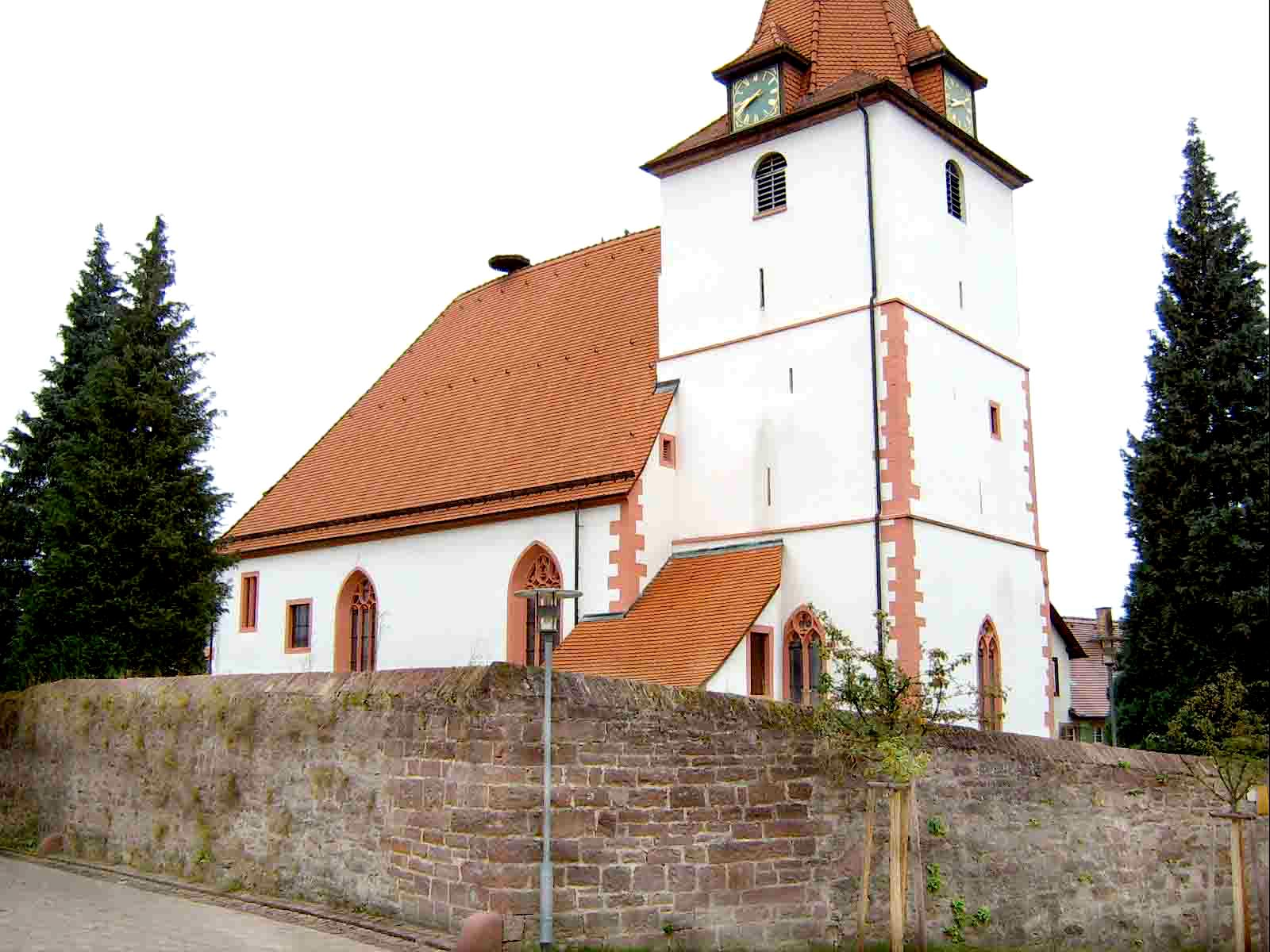
St. Barbara in Ellmendingen

Die evangelische Pfarrkirche St. Barbara ist ein geschütztes Kulturdenkmal nach dem Denkmalschutzgesetz. Sie steht in Ellmendingen, einem Ortsteil der Gemeinde Keltern im Enzkreis in Baden-Württemberg. Die Kirchengemeinde gehört zum Kirchenbezirk Badischer Enzkreis in der Evangelischen Landeskirche in Baden. Namensgeberin der Kirche ist Barbara von Nikomedien.

## Beschreibung
Die ehemalige Wehrkirche aus dem 16. Jahrhundert wurde 1971/77 erneuert. Die Saalkirche besteht aus einem Langhaus und einem Chorturm auf quadratischem Grundriss im Osten. In seinem im 18. Jahrhundert aufgesetzten obersten Geschoss steht der Glockenstuhl. In den vier Dachgauben des achtseitigen Helms befinden sich die Zifferblätter der Turmuhr. Die Wände des Langhauses haben Maßwerkfenster.
Der Innenraum des Langhauses ist mit einer Flachdecke überspannt. Zur Kirchenausstattung gehören ein Taufbecken von 1564 und eine Kanzel von 1523. Die Glasfenster wurden von Johannes Schreiter gestaltet.